# إربيسارتان
إربيسارتان يُباع تحت الاسم التجاري أفابرو وغيره، هو دواء يُستخدم لعلاج ارتفاع ضغط الدم، وفشل القلب، واعتلال الكلى السكري. وهو علاج أولي مُعتدِل لارتفاع ضغط الدم. يؤخذ عن طريق الفم. ويتوفر في تركيبه بين إربيسارتان وهيدروكلورثيازيد.
تشمل الآثار الجانبية الشائعة الدوخة والإسهال والشعور بالتعب وألم العضلات وحرقة المعدة. قد تتضمن الآثار الجانبية الخطيرة مشاكل الكلي وانخفاض ضغط الدم والوذمة الوعائية. قد يؤدي استخدام هذا الدواء أثناء الحمل إلى الإضرار بالجنين ودون التوصية أثناء الرضاعة الطبيعية. هو مضادات مستقبلات الأنجيوتينسن II يعمل عن طريق منع تأثيرات الأنجيوتنسين II.
حصل دواء إربسارتان على براءة اختراع في عام 1990، وتمت الموافقة عليه للاستخدام الطبي في عام 1997. وهو متاح كدواء عام. يُكلفة العرض الشهري في المملكة المتحدة هيئة الخدمات الصحية الوطنية أقل من جنيهين اعتبارًا من عام 2019. تبلغ تكلفة البيع بالجملة لهذا المبلغ حوالي ستّة دولارات. في عام 2017، كان الدواء رقم 220 الأكثر شيوعًا في الولايات المتحدة، مع أكثر من مليوني وصفة طبية.

## الاستخدامات الطبية
كما هو الحال مع جميع مضادات مستقبلات الأنجيوتينسن II، يستخدم إربيسارتان لعلاج ارتفاع ضغط الدم. كما أنه قد يؤخر تطور اعتلال الكلية السكري ويشار أيضا للحد من تطور مرض الكلي لدى المرضى الذين يعانون من مرض السكري النوع الثاني ارتفاع ضغط الدم وبيلة ألبومينية زهيدة (>30 ملغ/24 ساعة) أو بروتينية (>900 ملغ/24 ساعة).

### التركيبة مع مدر البول
يتوفر إربيسارتان أيضًا في تركيبة مركبة مع مدر للبول بجرعة منخفضة من الثيازيد، ودائمًا هيدروكلورثيازيد، لتحقيق تأثير خافض للضغط. تُسوّق تركيبة إربيسارتان/هيدروكلورثيازيد تحت أسماء تجارية مختلفة.

## المجتمع والثقافة
قامت شركة سانوفي بتطوير إربيسارتان. ويتم تسويقه بشكل مشترك من قبل سانوفي وبريستول-مايرز سكويب تحت الأسماء التجارية أفابرو، كارفيا، وأبروفل.[بحاجة لمصدر]

## روابط خارجية
- "إربيسارتان". بوابة معلومات الدواء. مكتبة الطب الوطنية الأمريكية. مؤرشف من الأصل في 2020-03-20.
- "تركيبة بين هيدروكلورثيازيد وإربيسارتان". بوابة معلومات الدواء. مكتبة الطب الوطنية الأمريكية. مؤرشف من الأصل في 2020-06-12.